# Ente pubblico economico
Un ente pubblico economico, nel diritto italiano, è un ente pubblico che è dotato di propria personalità giuridica e autonomia patrimoniale perfetta, proprio patrimonio e proprio personale dipendente, il quale, anziché agire secondo strumenti propri del diritto amministrativo, aventi natura autoritativa, opera secondo diritto privato.
Nel corso del tempo la maggior parte degli enti pubblici economici è stata soppressa, fusa per incorporazione in altri enti così trasformati; tra i più importanti si ricordano (in ordine di costituzione): l'INA (1912), l'Iri (1933-1937), l'Eni (1953), l'Efim (1962, poi posto in liquidazione nel 1992), l'Enel (1962), l'ENAV (1981), Ferrovie dello Stato (1985), Poste italiane (1995) e, pur non essendo stato espressamente definito come tale, l'IMI.

## Storia
Tali enti, pur essendo regolati da norme di legge, hanno posseduto da sempre un accentuato grado di autonomia amministrativa, finanziaria, patrimoniale e contabile: personalità giuridica e patrimonio proprio, propri organi di gestione e controllo, bilanci propri (ma vi era anche un controllo esterno, contabile e di gestione, affidato alla Corte dei conti). 
Con le privatizzazioni in Italia, molti enti pubblici economici sono stati trasformati ex lege in società per azioni: è il caso di Iri, Eni, Ina ed Enel, nel 1992.
In altri casi la forma dell'ente pubblico economico è stata usata come transitoria nelle more della privatizzazione di amministrazioni pubbliche, generalmente a ordinamento autonomo: è il caso dell'Amministrazione autonoma delle ferrovie dello Stato, vigilata dal Ministero dei trasporti, e dell'Amministrazione autonoma delle poste e delle telecomunicazioni, vigilata dal dicastero omonimo.
Attualmente gli unici enti pubblici economici costituiti espressamente come tali sono la Agenzia nazionale italiana del turismo (già Enit, Ente nazionale italiano per il turismo), l'Agenzia del demanio, l'Agenzia delle entrate-Riscossione, la Siae (Società italiana degli autori ed editori), l'Ente nazionale risi, la Cassa per i Servizi Energetici ed Ambientali (CSEA) e il Consorzio per le Autostrade Siciliane. La giurisprudenza ha però individuato le caratteristiche di ente pubblico economico in molti altri soggetti di diritto pubblico, operanti soprattutto a livello locale e regionale.

## Caratteristiche

### Organizzazione ed attività
La loro peculiarità è data dal fatto che spesso esercitano attività commerciale o comunque attività di rilevanza economica diretta e, pertanto, hanno necessità di agire sul mercato come imprese, operando secondo criteri economici. In questi casi l'attività svolta assume carattere imprenditoriale e come tale governata da norme civilistiche, le quali sfuggono alla giurisdizione del giudice amministrativo, fatta salva la materia degli appalti laddove applicabile il relativo codice.

Gli enti pubblici economici sono pubbliche amministrazioni  Ciò vale anche agli effetti del Sec, pertanto sono censiti come tali dall'Istat. Riguardo alle aziende autonome, 
non tutte sono enti pubblici economici: non lo sono laddove manchino di personalità giuridica, come nel caso dell'Amministrazione autonoma dei monopolî di Stato. Anche questa fu trasformata in società per azioni, ma il decreto-legge che ne sancì la trasformazione è decaduto prima di essere convertito in legge..
Questo tipo di ente, essendo separato dall'apparato burocratico della pubblica amministrazione, può adattarsi più facilmente ai cambiamenti del mercato, cosa necessaria dal momento che l'oggetto esclusivo o principale di un ente del genere è l'esercizio di un'impresa commerciale. Essi sono pertanto tenuti a iscriversi nel registro delle imprese.
Gli organi di governance sono nominati in tutto o in parte dai ministeri della Repubblica italiana stabiliti per legge (di solito il Ministero dell'economia e delle finanze); ad essi spetta un potere di indirizzo generale e di vigilanza. Per questi motivi vengono classificati come enti pubblici strumentali in quanto agiscono secondo gli indirizzi e sotto il controllo di un organo dello Stato per svolgere funzioni ausiliarie. Il loro status si differenzia da quello della società di capitali partecipata, nella quale la nomina degli amministratori da parte dello Stato avviene in quanto, mentre l'ente pubblico economico per definizione non ha soci,  esso agisce come titolare delle quote o azioni che ne determinano il controllo.

### Funzioni
Alcuni enti pubblici economici hanno operato di fatto come holding in quanto controllavano a loro volta varie società, di cui possedevano la partecipazione maggioritaria o totalitaria. In questo modo, all'interno di tali società si realizzava la partecipazione indiretta dello Stato.

### Descrizione ISTAT
La descrizione ISTAT è trattata dal fascicolo "Classificazione delle forme giuridiche delle unità legali". In essa l'ente pubblico economico ha codice 1.6.10 e rientra nel gruppo "Forme disciplinate dal diritto privato", sottogruppo "Ente pubblico economico, azienda speciale e azienda pubblica di servizi".

## Il personale impiegato
Il rapporto di lavoro del personale degli enti pubblici economici è completamente di diritto privato. I lavoratori, ivi compresi quelli con qualifica dirigenziale, non devono essere assunti per concorso, ma con procedure di reclutamento di matrice privatistica. Fatti salvi casi eccezionali espressamente contemplati dalla legge, non è ammessa la mobilità, né per trasferimento diretto né in posizione di comando, assegnazione temporanea o altri regimi provvisorî comunque denominati, tra amministrazioni pubbliche ed enti pubblici economici. In rari casi è stata autorizzata per legge la mobilità di personale di enti pubblici economici verso una pubblica amministrazione italiana presso cui fossero distaccati nell'interesse dell'ente distaccante e a carico del medesimo.